# Republik Goshen
Die Republik Goshen (dt. auch Goschen, nld. Republiek Goosen, abweichend auch als Het Land Goosen, Republiek van Goosen, Republiek van Land Goosen, Land Goosen formuliert) war eine kurzlebige Burenrepublik an der Westgrenze der damaligen Südafrikanischen Republik auf dem Gebiet des heutigen Südafrika. Der Name „Goshen“ bezieht sich auf das in der Bibel beschriebene, zwischen dem Nildelta und dem Sueskanal gelegene Land Goschen.
Anfang der 1880er Jahre war die Grenze der Südafrikanischen Republik in diesem Gebiet noch nicht demarkiert. 1882 kam es zu Feindseligkeiten zwischen dem Barolong-Häuptling Moshette und den Häuptlingen Mankoroane (Batlapin) und Montsioa (Barolong). Beide Seiten riefen burische Siedler zu Hilfe, die im Gegenzug Siedlungsland erhalten sollten. Die Republik wurde am 24. Oktober 1882 durch einen Friedensvertrag zwischen Moshette und Montsioa proklamiert. Nicolaas Claudius Gey van Pittius, früheres Mitglied des Volksrats der Südafrikanischen Republik, wurde als Vorsitzender der Administration Staatsoberhaupt. Zu diesem Zeitpunkt lebten in dem Gebiet etwa 17.000 Personen, davon etwa 2500 Untertanen Moshettes und 12.500 Untertanen Montsioas, sowie ca. 2000 weiße Siedler.
Bereits kurz nach der Gründung der Republik kam es zu Bestrebungen, den neuen Staat mit der fast zeitgleich entstandenen Republik Stellaland zu vereinigen, die am 11. Oktober 1883 vollzogen wurde. Die so entstandenen Vereinigten Staaten von Stellaland wurden am 30. September 1885 von den Briten als Kronkolonie Britisch-Betschuanaland annektiert.
Nachdem Montsioa im Mai 1884 den Friedensvertrag gebrochen hatte, kam es zu erneuten Kämpfen, aus denen Moshette dank der Unterstützung der burischen Siedler als Sieger hervorging. In einem neuen Friedensvertrag musste Montsioa sein ganzes Herrschaftsgebiet an die Buren abtreten, lediglich 250 km² wurden ihm und seinem Stamm als Reservat überlassen.